# Anita, Swedish Nymphet
Anita: Swedish Nymphet is een erotische dramafilm uit 1973, geregisseerd door Torgny Wickman, met Christina Lindberg en Stellan Skarsgård in de hoofdrol.

## Synopsis
Het vroegrijpe meisje Anita beleeft het ene seksuele avontuur na het andere zonder er bevrediging en plezier aan te vinden, tot psychologiestudent Erik haar weerstaat en geduldig duidelijk maakt dat opvoedingsfouten de oorzaak zijn van haar nymfomanie. Door haar gesprekken met Erik zal ze uiteindelijk openstaan voor ware liefde en haar zelfdestructieve pad stopzetten.

## Rolverdeling
| Acteur             | Personage                             |
| ------------------ | ------------------------------------- |
| Christina Lindberg | Anita                                 |
| Stellan Skarsgård  | Erik                                  |
| Danièle Vlaminck   | Moeder Anita en Erika                 |
| Michel David       | Vader Anita en Erika                  |
| Erika Wickman      | Erika, Anita's tweelingzus            |
| Jörgen Barwe       | Professor Lundbeck                    |
| Ewert Granholm     | Glaswerker (als Evert Granholm)       |
| Per Mattsson       | Per, glaskunstenaar (als Per Matsson) |
| Berit Agedal       | Agnes (als Berit Agerdal)             |